# Landvogtei Knonau

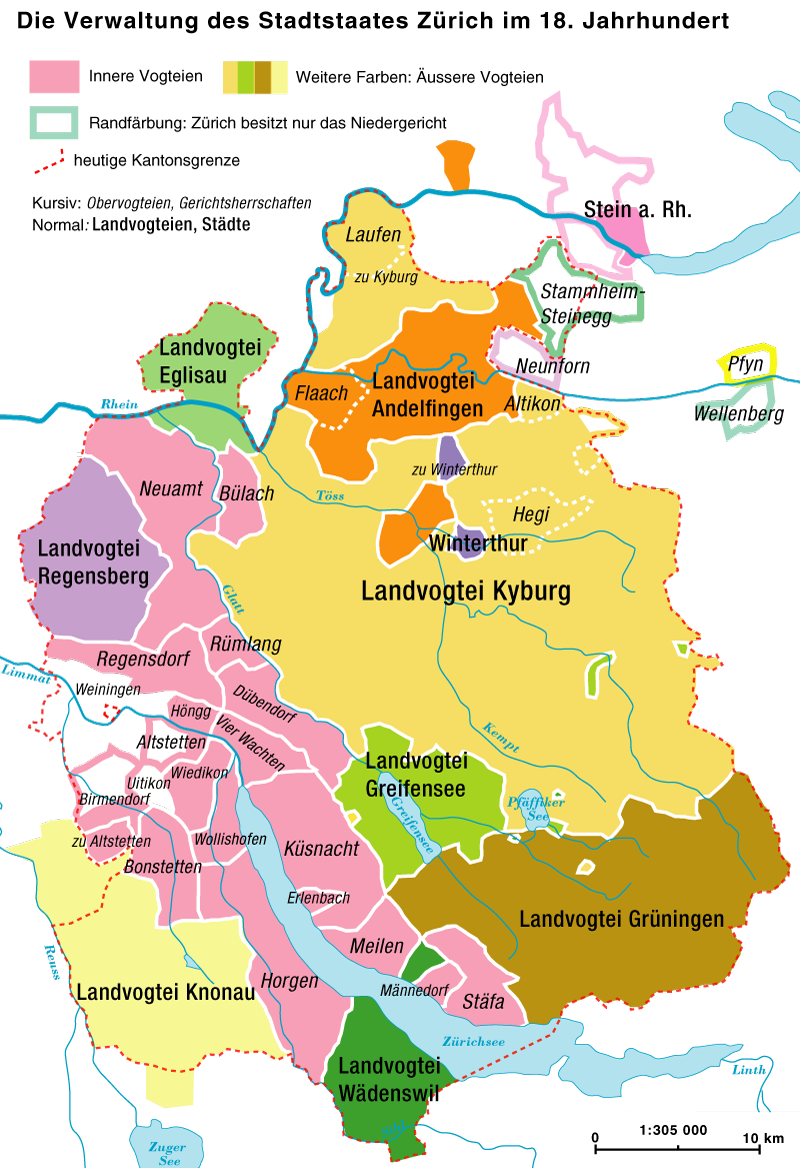
Die Verwaltungsgliederung des Zürcher Stadtstaats bis 1798

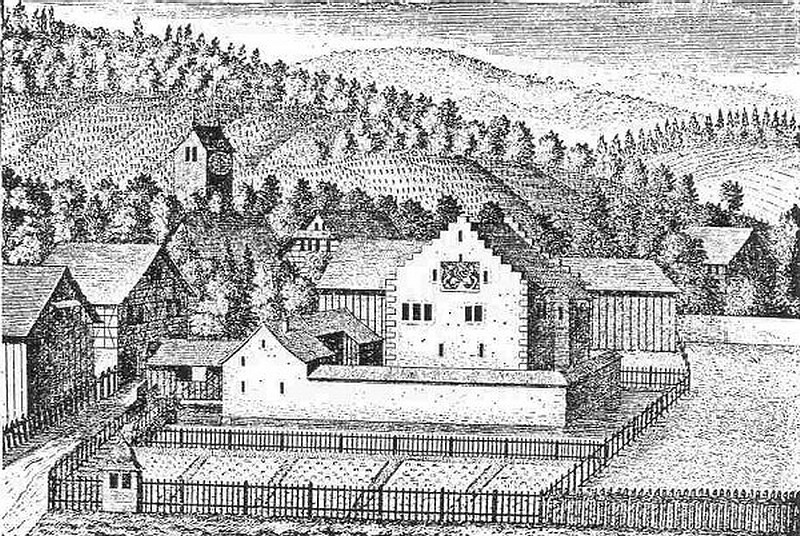
Schloss Knonau, Residenz des Landvogts

Die Landvogtei Knonau war eine historische Verwaltungseinheit im Stadtstaat Zürich. Sie existierte von 1507 bis 1798 und umfasste ungefähr das gleiche Gebiet wie der heutige Bezirk Affoltern, der heute noch Knonauer Amt genannt wird.

## Geschichte
Die Stadt Zürich erwarb im 15. und frühen 16. Jahrhundert verschiedene Gebiete westlich des Albis. 1406 erwarben sie die ehemalige Herrschaft Schnabelburg, aus der die Vogtei Horgen und das Maschwander Amt hervorging. Im Zuge der Eroberung des Aargaus auf Aufforderung von Kaiser Sigismund annektierten sie 1415 das Freiamt Affoltern. Später kamen noch die Vogteien Hedingen (1503) und Knonau (1512) hinzu. Der Rat der Stadt Zürich beschloss 1507, die verschiedenen Besitztümer jenseits des Albis zusammenzufassen und als Äussere Vogtei zu verwalten.
Der Landvogt residierte auf Schloss Knonau, das die Stadt zu diesem Zweck errichten liess. Seine Ernennung erfolgte durch die Obrigkeit der Stadt Zürich und die Amtszeit war jeweils auf sechs Jahre beschränkt. Dass der Landvogtsitz an der Grenze zur Innerschweiz gewählt wurde, hatte strategische Gründe. Mit dem Amtsrecht von 1535 wurde das bestehende Gewohnheitsrecht systematisch niedergeschrieben. Zürich setzte damit in der Landvogtei Knonau eine Vereinheitlichung der Rechtsordnung durch. Ob die freien Bauern des Freiamtes unter der Herrschaft der Stadt Zürich ihre privilegierte Rechtsstellung behalten konnten, ist unklar.
In unregelmässigen Abständen fand bis 1795 in der Kirche Mettmenstetten die Freiamtsgemeinde statt, an der die Männer der Landvogtei Knonau teilnahmen. Dort konnten sich die Kandidaten für das Amt eines Untervogtes sowie andere Beamte einer Wahl stellen. Die stimmberechtigten Männer reichten dann der Zürcher Obrigkeit einen Dreiervorschlag ein. Der Rat bestimmte aus diesen einen neuen Beamten auf Lebzeit – in der Regel denjenigen, der die höchste Stimmenzahl erreicht hatte.
Die Landvogtei bestand bis zum Ende des Ancien Régime in der Schweiz (1798). Nach einer Zeit, in der die Verwaltungsgliederung häufig wechselte, wurde mit der Restaurationsverfassung von 1814 das Oberamt Knonau geschaffen, der heutige Bezirk Affoltern. Neu zum Bezirk kamen die Gemeinden Bonstetten, Stallikon und Wettswil. Die Bezirksverwaltung wechselte 1837 vom traditionellen Hauptort Knonau in das zentral gelegene Dorf Affoltern am Albis.

## Gliederung
Die Landvogtei Knonau war in fünf Gerichtskreise unterteilt, denen je ein Untervogt vorstand. Der Untervogt des Gerichtskreises Affoltern trug den Titel Freiamtmann. Die Gerichtskreise respektierten teilweise früher bestehende Grenzen. Die Gerichtskreise Affoltern und Knonau bildeten zusammen den Amtsbezirk Freiamt, die Gerichtskreise Maschwanden und Hausen den Amtsbezirk Maschwander Amt.
- Gerichtskreis Affoltern (bzw. Freiamtsgericht)
  - Ferenbach
  - Zwillikon
  - Affoltern am Albis
  - Unterlunnern (unterer Teil)
  - Toussen (oberer Teil)
  - Dachlissen
  - Untermettmenstetten
  - Wissenbach
  - Rossau

- Gerichtskreis Knonau
  - Knonau
  - Obermettmenstetten
  - Aeugst
  - Borsikon (heute Chloster im Aeugstertal)
  - Breitenmatt (heute Habersaat im Aeugstertal)

- Gerichtskreis Maschwanden
  - Maschwanden
  - Ottenbach
  - Rickenbach
  - Wolsen
  - Unterlunnern (oberer Teil)
  - Oberlunnern
  - Toussen (unterer Teil)
  - Bickwil
  - Kappel am Albis
  - Ebertswil
  - Hauptikon
  - Uerzlikon
  - Rifferswil
  - Herferswil
  - Hirzwangen

- Gerichtskreis Hausen
  - Hausen am Albis
  - Schweikhof
  - Heisch
  - Tüfenbach
  - Vollenweid
  - Langnau am Albis mit Rängg

- Gerichtskreis Hedingen

## Randgebiete
Zur Landvogtei Knonau gehörten auch die hohe Gerichtsbarkeit über Steinhausen und das Kelleramt. Diese Verbindung unter diesen Gebieten bestand seit den Zeiten unter habsburgischer Herrschaft. Nach dem übernommenen Recht wurde eine Rechtsübertretung eines Freiämtlers im Kelleramt dort gerichtet und umgekehrt. Das Kelleramt gehörte zur Gemeinen Herrschaft aller eidgenössischen Stände und war in der Reformation katholisch geblieben, was zu konfessionellen Spannungen führte. Die hohe Gerichtsbarkeit über Steinhausen und das Kelleramt wurde 1670 von der Landvogtei Knonau getrennt und direkt der Ratsverwaltung der Stadt Zürich unterstellt. Beide Randgebiete, über die Zürich nur das Hochgericht hatte, schieden 1803 aus dem Hoheitsgebiet des Kantons aus.

## Wappen

Wappen der Landvogtei Knonau

Blasonierung: In Gold ein schwarzes Mauerankerkreuz
Das Wappen des Knonauer Amtes geht auf die Freiherren von Eschenbach-Schnabelburg zurück. Es wird heute noch als Bezirkswappen des Bezirks Affoltern verwendet.